# Lew Sergejewitsch Owalow
Lew Sergejewitsch Owalow (russisch Лев Сергеевич Овалов, wiss. Transliteration Lev Sergeevič Ovalov; eigentlich Lew Schapowalow; geb. 29. August 1905; gest. 30. April 1997) war ein sowjetischer Schriftsteller. Er war der Autor von Kriminalromanen über Major Pronin, einen Major der KGB-Spionageabwehr, eine in der Sowjetära weithin bekannte und äußerst beliebte literarische Figur vergleichbar mit Pater Brown oder Sherlock Holmes.

## Leben
Der russische sowjetische Schriftsteller Lew Owalow wurde 1905 als Lew Schapowalow geboren. Owalow war Kommunist, er nahm am russischen Bürgerkrieg teil und begann in den 1920er Jahren zu schreiben. Seine Lebensgeschichte wird in russischen bzw. sowjetischen Quellen recht unterschiedlich angegeben. Er wurde 1941 verhaftet und war 15 Jahre lang in einem Gefangenenlager inhaftiert und verbannt. Er wurde 1956 entlassen und schrieb eine Fortsetzung der Geschichte von Major Pronin.
Seine 1939 im Auftrag des Geheimdienstes NKWD begonnenen Erzählungen über Major Pronin, die zunächst in Wokrug sweta und dann auch in anderen Periodika erschienen, konnten 1941 dank der Unterstützung des Volkskommissars für Auswärtige Angelegenheiten, Wjatscheslaw Molotow (1890–1986) auch in der Biblioteka Krasnoarmeiza in Buchform und in der Literaturzeitschrift Snamja erscheinen.
Der sich den Feinden des Mutterlandes und ausländischen Spionen widersetzende Major Pronin, eine vor allem vor dem Zweiten Weltkrieg (und dem deutschen Überfall auf die Sowjetunion) beliebte Figur, wurde zum Helden von Witzen und Cartoons und anderen Formen der Folklore:

„Und nach „Major Pronin“, dem legendären Jäger aller antisowjetischen Spione, ist ein Restaurant benannt, in dem es einen Schießstand gibt und zwischen den Tischen Gefängnistüren stehen. Auch erzählt man sich dort den beliebten Witz „Ein Spion geht auf Toilette. Doch aus der Toilettenschüssel blicken die wachsamen Augen von Major Pronin“.“

Der bereits erwähnte Witz beispielsweise wird an verschiedenen Stellen wiedergegeben:

„Агент 007 убедился, что нет слежки и юркнул в вокзальный туалет. Он вытащил из кармана записку со шпионским заданием и выучил наизусть ее текст. Потом порвал ее на мелкие кусочки, бросил их в унитаз и спустил воду… Но тут же в ужасе отпрянул: из унитаза на него смотрели умные, проницательные, немного усталые глаза майора Пронина.“

In einer englischen Version:

„Making sure that there is no shadowing, "007" slipped into a public toilet, pulled out a note to the task of the Centre. Learn the text, broke it into pieces and threw them in the toilet and flushed ... but then recoiled in horror: from the toilet looking at it smart, insightful and a little tired eyes Major Pronin.“

Die Gesammelten Werke von L. S. Owalow erschienen in drei Bänden im Verlag Junge Garde (1987). Einige deutsche Übersetzungen erschienen in der Kleinen Jugendreihe.

## Werke
- Gesammelte Werke (russ.)
  - Band 1. Болтовня. История одной судьбы. Помни обо мне
  - Band 2 Рассказы майора Пронина. Медная пуговица. Январские ночи
  - Band 3. Двадцатые годы

Übersetzungen (Auswahl):
- Ovalov, Lev S.: Der Messingknopf. Spionageroman. [Aus dem Russischen von Hannelore Menke]. Berlin: Verlag Kultur und Fortschritt, 1959
- Owalow, L.: Die mexikanische Agave. Erzählungen um Major Pronin. Kleine Jugendreihe 6/1959. Kultur und Fortschritt Berlin 1959
- Owalow, L.; Fischer, Karl (Ill.): Geheimbund "Blaue Schwerter". Erzählungen Major Pronins. Kultur und Fortschritt, Berlin 1959